# الاستجابة الخلوية للضغط
الاستجابة الخلوية للضغط هي مجموعة من التغيرات الجزيئية التي تخضع لها الخلية استجابةً للضغوضات البيئية مثل درجات الحرارة الشديدة، السموم، وتمزق الخلايا بفعل قوة خارجية. العمليات المختلفة في استجابة الخلية للضغوطات تهدف إلى حماية الخلية من الظروف البيئية غير المرغوب بها سواء كان ذلك من خلال طرق قصيرة الأمد تحافظ على سلامة الخلية من ضرر حاد، أو من خلال طرق طويلة الأمد توفر للخلية نوع من المرونة في التعامل مع ظروف مشابهة.

## الخصائص العامة
من أهم البروتينات التي تتحكم بالاستجابة الخلوية للضغط هي بروتينات الإجهاد، وتنقسم هذه البروتينات إلى نوعيين: منها ما يعمل فقط عند وجود الخلية تحت الضغط، و أخرى تعمل أيضاً في التفاعلات الخلوية اليومية. من الخصائص الأساسية لهذه البروتينات هو أنها متشابة في الكثير من الكائنات الحية، فالبروتينات التي توجد في أبسط الخلايا بدائية النواة هي نفسها تقريباً في الخلايا عديدة النواة. 
لبروتينات الإجهاد وظائف عديدة في الخلية سواء كان ذلك في مسارات الحياة اليومية أو في الاستجابة للضغط، فقد بيّنت دراسة على ذبابة الفاكهة (دروسوفيلا) أنه عند إحداث طفرة في الحمض النووي الذي يمثل هذه البروتينات تفقد الخلية قدرتها على القيام ببعض العمليات مثل الانقسام الخلوي. كما تبين أن هذه الخلايا سريعة التأثر بالضغط. بالرغم من وجود مسارات عديدة للاستجابة الخلوية للضغط بالاعتماد على نوع الخلية و العامل المؤثر إلا أنه هنالك خاصية عامة مشتركة بالعديد من المسارات - بالذات إذا كان العامل الحرارة هي العامل المؤثر - و هي وجود بروتينات مُشوهة، فالحرارة المرتفعة تسبب في تشويه البروتينات، وبهذه الطريقة تعلم الخلية أنها معرضة لدرجات حرارة مرتفعة بدون الحاجة إلى بروتينات حساسة ضد الحرارة. وفي حال حقن خلايا طبيعية ببروتينات مشوهة فذلك سوف يحفز الخلايا للاستجابة كما لو أنها تحت تأثر ضغط.

## الاستجابة للحرارة
الاستجابة للصدمة الحرارية تتضمدن مجموعة من البروتينات تسمى بروتينات الصدمة الحرارية؛ هذه البروتينات تُساعد على حماية الخلية من التلف بالعمل كمرافق في عملية التفاف البروتين للتأكد من بقاء البروتينات على شكلها المطلوب وعدم تلفها وبذلك تصبح بلا فائدة للخلية. ومن وظائفها أيضاً تحديد البروتينات المشوهة في الخلية عن طريق علامة ubiquitin ليتم تحطيمها.

## الاستجابة للسموم
العديد من السموم تُحفز عمل بروتينات مشابهة لبروتينات الصدمة الحرارية لأنها تعمل على تحطيم بروتينات خلوية حيوية لتحقيق أثرها، فالعديد من المعادن الثقيلة تتفاعل مع مجموعة السيلفهيدرل (SH-) التي تحافظ على استقرار البروتين مما يؤدي إلى حدوث تغيرات في الشكل العام للبروتين.